# Internetski identitet
Internetski identitet je identitet kojim se korisnici interneta služe u virtualnim zajednicama. Iako pojedinci koriste svoje pravo ime na internetu, većina se predstavlja putem pseudonima, koji otkrivaju naizmjenične količine osobnih informacija. I nekim internet sklopovima, uključujući forume, MUDove, (Multi-user Dungeon – preteća Role-Play igara), slanje trenutnih poruka (instant messaging) i Masivne Multyplayer Online Igre (Mass-Multiplayer-Online-Games) – korisnici se mogu predstaviti vizualno pomoći avatara, slike veličine ikone. 
I kako drugi korisnici vrše međudjelovanje s utemeljenim internet identitetom stvara se reputacija, koja im dopušta da odluče je li taj identitet pouzdan. 

## Usporedba identiteta na internetu i osobnog identiteta
Internet identitet pruža veću slobodu od pravog identiteta identiteta koji je oblikovan činiteljima koje ne možemo kontrolirati – uključujući rasu, klasu, zanimanje, te stupanj obrazovanja. Sredstvom kao što je identitet na internetu, ljudi imaju slobodu da se redefiniraju kako žele.
Mnogi korisnici interneta imaju više od jednog identiteta, to činjenica koja se djelomično pripisuje nedostatku menadžmentske infrastrukture identiteta, koja bi omogućila osobi da koristi potvrđeni identitet u dvije ili više online zajednica.  No kada postoji više internet identiteta, mogu se postaviti pitanja o “odgovornosti”. Na primjer, osoba može započeti novi identitet da izbjegne posljedice negativne reputacije, da promjeni ishod nekog glasovanja na internetu, ili da pridodaje dodatnu podršku za argument u forumskoj diskusiji. Na stranicama internet aukcija, prodavači se nekada znaju logirati u više, nestvarnih identiteta s namjerom da bi podigli kupovne cijene.

## Privid anonimnosti
Korisnici često misle da im internet pseudonim daje anonimnost, naprotiv, odlučan istraživač može često povući vezu između identiteta na internetu i ”stvarnog” legalnog identiteta. Web serveri i ISP (Interner service Provider), tj dobavljači internet usluga, imaju zabilježenu IP adresu koja pripada određenom identitetu. U Americi ISP-i su dužni odati IP adresu kada osoba dobije poziv na sud. 

## Identiteti na internetu i tržište
Internet identitet koji je postigao odličan ugled je vrijedan zbog dva razloga:
1. jedna ili više osoba je uložila mnogo vremena i truda da izgradi reputaciju
2. drugi korisnici pregledaju reputaciju identiteta kada odlučuju je li dovoljno pouzdana

Zbog toga nije iznenađujuće da se takvi internet identiteti stavljaju na prodaju na internet aukcije. No, nastaju konflikti o vlasništvu toga identiteta. U posljednje vrijeme, korisnik MMORP igre zvane Everquest, čiji je vlasnik Sony Online Etertainment, Inc. je pokušao prodati svoj Everquest identitet na eBay-u. Sony je proturječio, tvrdeći da je lik njihovo intelektualno vlasništvo, i zahtijevali su ukidanje te aukcije pod pravilima U.S Digital Millennium Copyright Act-a (DMCA). eBay je mogao biti suđen na temelju kršenja copyright-a ako ne udovolji njihovoj molbi. 

## Internet identitet i pojam maske
David Wiszniewski i Richard Coyne u njihovom dodatku knjizi Building Virtual Communities (Gradeći virtualne zajednice) istražuju identitet na internetu, s naglaskom na pojam “maskiranja” identiteta. Izdvajaju da kada individua djeluje u društvenoj sferi prikazuju masku njihovog identiteta.
Prije svega, skriva li maska zbilja identitet? Vrsta maske koju odaberemo otkriva nešto o osobi iza maske. Možemo to nazvati ”metaforom” maske. Maska na internetu ne otkriva pravi identitet neke osobe. No, ono otkriva što leži iza maske, na primjer – ako se neka osoba odluči ponašati kao rock zvijezda, metafora otkriva zanimanje za rock glazbu. Iako se osoba odluči skrivati iza potpuno lažnog identiteta, to govori o strahu i nedostatku samopoštovanja iza lažne maske. 
Drugo, maske mogu biti potrebne za interakciju na internetu. Zbog emocionalne i psihološke dinamike, ljudi se mogu opirati interakciji s drugim korisnicima interneta. Pri stvaranju maske identiteta, stvara se sigurnosna mreža. Jedno od najvećih strahova je da će netko ukrasti ili zloupotrijebiti njihov identitet. Te kod stvaranja maske, ljudi mogu interaktivno djelovati bez straha. 

## Internet identitet: Blog
Blogovi prije 10 godina nisu bili ni približno popularni kao danas, jer se je prije sastojalo od postavljanja thredova (tzv ‘niti’), no današnji internet dnevnici dopuštaju da se identitet stvori u sekundi. Sve što se treba napraviti je registrirati se da se može napraviti blog na određenim stranicama poput popularnog Livejournal-a (www.livejournal.com), Xange (xanga.com) i Bloggera (www.blogger.hr). Kada si postavite korisnički račun, slobodni ste da napišete što vam srce zaželi. Stvaranje internet identiteta postaje sasvim lagano. Putem kompjutera možete postati sve što želite. Neki će koristiti svoje pravo ime i prezime tako da drugi znaju tko su i da npr. čitaju točan blog – dok će većina izabrati pseudonim da zaštite svoje osobne podatke.
Pseudonim dopušta korisniku da sakrije njihov pravi identitet. Ljudi se mogu skrivati iza kompjutera i govoriti što žele s malim posljedicama. U današnjici je lako održavati blog i tako stvoriti identitet na internetu za sebe, bilo to namjerom ili ne.

## Predatori na internetu
Predatori na internetu su ljudi koji iskorištavaju lak pristup i anonimnost Interneta da stvore identitete koji će dovesti ljude u zamku. Lako je stvoriti identitet koji privlači pozornost ljudi koji se inače ne bi približili online predatoru, i jako se teško može ustanoviti da osoba koju niste upoznali lice-u-lice je ono što govori.  Mnogi se oslanjaju na stvari poput toga kako netko piše, na slike koje pokaže – no te se stvari lako mogu krivotvoriti. Dugoročni internet odnos nije dovoljan da garantira točnost identiteta.
U najvećoj opasnosti su djeca. 
Net Safe Kids je izjavio: 